# Infrared Space Observatory
El Infrared Space Observatory (ISO) va ser un telescopi espacial per a la llum d'infraroig dissenyat i operat per l'Agència Espacial Europea (ESA), en cooperació amb ISAS (part de la JAXA fins al 2003) i la NASA. L'ISO va ser dissenyat per estudiar la llum d'infraroig en longituds d'ones de 2,5 a 240 micròmetres.
Aquesta missió amb cost 480,1 milions d'euros va ser llançat el 17 de novembre de 1995 des de la plataforma de llançament ELA-2 al Centre Espacial Guaianès a prop de Kourou a la Guaiana Francesa. El vehicle de llançament, un coet Ariane 44P, va situar l'ISO amb èxit en òrbita geocèntrica altament el·líptica, completant una revolució al voltant de la Terra cada 24 hores. El mirall primari del seu telescopi Ritchey-Chrétien mesurava 60 cm de diàmetre i era refrigerat amb 1,7 Kelvin mitjançant superfluid d'heli. El satèl·lit ISO contenia quatre instruments que va permetre fotografiar i fotometritzar des de 2,5 a 240 micròmetres i realitzar espectroscopia de 2,5 a 196,8 micròmetres.